# Прапор Намюра (міста)
Прапор Намюра ніколи не затверджувався муніципальною радою муніципалітету Намюр, але використовується як такий. Прапор можна описати так:
Дві однаково високі смуги чорного і жовтого кольорів.
Кольори походять від міського герба.